# Tagamõisa
Tagamõisa este o arie protejată (arie specială de conservare — SAC, sit de importanță comunitară — SCI, arie de protecție specială avifaunistică — SPA) din Estonia întinsă pe o suprafață de 13.552,1 ha, integral pe uscat.

## Localizare
Centrul sitului Tagamõisa este situat la coordonatele 58°29′18″N 21°54′40″E / 58.4882°N 21.9111°E.

## Înființare
Situl Tagamõisa a fost declarat sit de importanță comunitară în aprilie 2004 pentru a proteja 3 specii de plante și 20 de specii de animale. Alte tipuri de protecție:
- arie de protecție specială avifaunistică (în aprilie 2004)[2]
- arie specială de conservare (în mai 2007)[1][3][4]

## Biodiversitate
Situată în ecoregiunile boreală și marină baltică, aria protejată conține 27 de habitate naturale: Lagune de coastă, Recifuri, Vegetație anuală la limita mareei, Vegetație perenă pe țărmurile stâncoase, Faleze cu vegetație de pe coastele atlantice și baltice, Pășuni de coastă din Baltica boreală, Litoraluri nisipoase din Baltica boreală cu vegetație perenă, Dune mobile cu vegetație embrionară, Dune mobile de-a lungul țărmului cu Ammophila arenaria („dune albe”), Dune de coastă fixe cu vegetație erbacee („dune gri”), Dune împădurite din regiunile atlantică, continentală și boreală, Depresiuni intradunale umede, Ape puternic oligomezotrofe cu vegetație bentonică cu Chara spp., Formațiuni de Juniperus communis pe lande sau pajiști calcaroase, Pajiști uscate seminaturale și facies de acoperire cu tufișuri pe substraturi calcaroase (Festuco-Brometalia) (* situri importante pentru orhidee), Pajiști fino-scandinave uscate până la mezice, bogate în specii de altitudine mică, Alvar nordic și șisturi calcaroase precambriene, Fânețe de joasă altitudine (Alopecurus pratensis, Sanguisorba officinalis), Pajiști din zone de pădure fino-scandinave, Mlaștini turboase de tranziție și turbării mișcătoare, Mlaștini calcaroase cu Cladium mariscus și specii de Caricion davallianae, Mlaștini alcaline, Taiga vestică, Păduri caducifoliate bătrâne naturale hemiboreale fino-scandinave (Quercus, Tilia, Acer, Fraxinus sau Ulmus) bogate în specii epifite, Păduri de conifere pe eskere fluvioglaciare sau legate la acestea, Pășuni din zone de pădure fino-scandinave, Păduri caducifoliate de mlaștină fino-scandinave.
La baza desemnării sitului se află mai multe specii protejate:
- plante (3): papucul doamnei (Cypripedium calceolus), moșișoare (Liparis loeselii), Sisymbrium supinum
- păsări (19): alca (Alca torda), rață pitică (Anas crecca), rață mare (Anas platyrhynchos), gâscă cenușie (Anser anser), fâsă-de-câmp (Anthus campestris), Bucephala clangula, Calidris maritima, Cepphus grylle, prundaș gulerat mare (Charadrius hiaticula), erete de stuf (Circus aeruginosus), Clangula hyemalis, Cygnus columbianus bewickii, lebădă de vară (Cygnus olor), cocor (Grus grus), ferestraș mic (Mergus albellus), Mergus serrator, corcodel-cu-gât-roșu (Podiceps grisegena), Polysticta stelleri, eider (Somateria mollissima)
- mamifere (1): Halichoerus grypus

Pe lângă speciile protejate, pe teritoriul sitului au mai fost identificate 30 de specii de plante, 4 specii de păsări, 1 specie de nevertebrate.